# Chikkabanasavadi, Mandya
Chikkabanasavadi là một làng thuộc tehsil Mandya, huyện Mandya, bang Karnataka, Ấn Độ.